# Instruktor ratownictwa WOPR
Instruktor ratownictwa WOPR – osoba uprawniona do pracy w ratownictwie wodnym oraz do prowadzenia zajęć na kursach szkoleniowych WOPR do stopnia Starszego ratownika Wodnego włącznie.
Instruktor ratownictwa WOPR musi posiadać co najmniej wykształcenie średnie oraz minimum 2-letnią działalność w stopniu Starszego ratownika Wodnego. Uprawnienia instruktora otrzymuje się po pozytywnym zaliczeniu szeregu egzaminów teoretycznych i praktycznych; m.in.:
- przepłynięcie dystansu 100 m stylem zmiennym w czasie 1:50.0 min.,
- poprawne holowanie na dystansie 100 m czterema sposobami, stosowanymi w ratownictwie wodnym,
- nurkowanie na odległość 25 m, start z powierzchni wody,
- nurkowanie w głąb na głębokość 4 m i wydobycie określonego przez komisję przedmiotu lub manekina,
- wykazanie się umiejętnością poprawnego pływania na dystansie 100 m trzema sposobami stosowanymi w ratownictwie (kraul na piersiach, żabka na piersiach, oraz kraul na grzbiecie),
- pozytywne zaliczenie umiejętności poprawnego wiosłowania jednym i dwoma wiosłami, oraz manewrowania łodzią wiosłową na dystansie 150 m zgodnie z regulaminem FIS (Międzynarodowej Federacji Ratownictwa Wodnego).